# Nebenschule

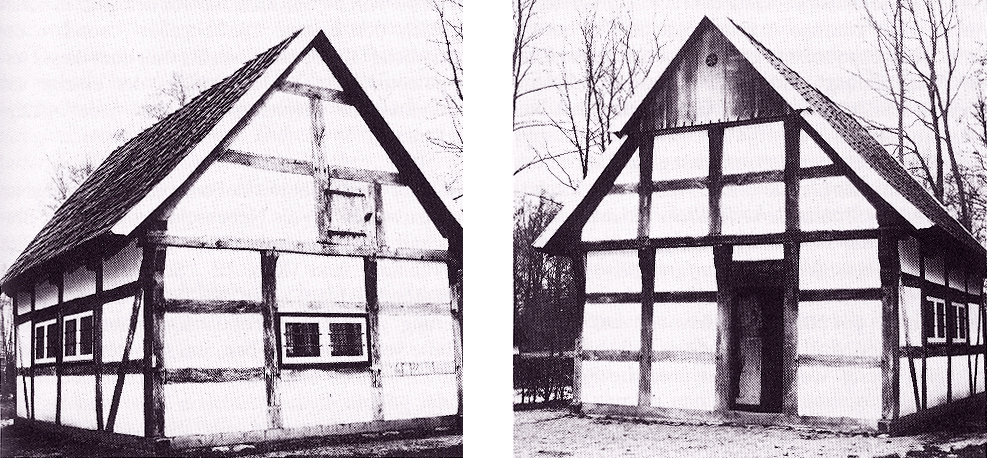
Das alte Schulhaus der 1751 erbauten Nebenschule Renslage (heute Ortsteil von Menslage). Mittlerweile transloziert zum Museumsdorf Cloppenburg.

Nebenschulen (auch Beischulen) waren im Norden und Nordwesten Deutschlands Orts- oder Dorfschulen, die von einzelnen Ortschaften aus eigenem Antrieb, jedoch – im Gegensatz zu Winkelschulen – mit behördlicher Genehmigung errichtet und unterhalten wurden.
Die Nebenschulen hießen je nach Gebiet auch Außen-, Filial- oder Bauerschafts-Schulen und zählten wie die Orts- oder Dorfschulen zu den Hauptschulen, da sie denselben Lehrplan hatten. In Süddeutschland waren Simultanschulen etwa dasselbe wie Nebenschulen im Norden.
Solche Schulen wurden beispielsweise dann eingerichtet, wenn die Kinder die Ortsschule aus einem Teil des Schulbezirks nur schwer erreichen konnten oder wenn diese überfüllt war. Von den Winkelschulen unterschieden sich die Nebenschulen auch dadurch, dass sie über eigene Schulgebäude verfügten und eine gesicherte Stellung einnahmen. Daher konnten die an ihnen als Lehrpersonal tätigen Heuerleute, Bauern oder Handwerker den Unterricht zu ihrer Haupterwerbsquelle machen, womit die soziale Position dieser Lehrer eine Aufwertung erfuhr. Da Nebenschulen ein vergleichsweise kleines Einzugsgebiet mit in der Regel wenigen Kindern hatten, waren die Gebäude entsprechend klein und verfügten meist lediglich über ein Klassenzimmer, oft gar nur einen einzigen Raum im Haus.